# Курнаков, Георгий Дмитриевич
Курнаков Георгий Дмитриевич (27 мая 1924, Саратов, СССР — 15 апреля 2015, Ульяновск, Россия) — советский и российский государственный и общественный деятель. Почётный председатель совета ветеранов войны, труда, вооружённых сил и правоохранительных органов Ульяновской области, почётный гражданин Ульяновской области.

## Биография
Родился в г. Саратове в семье военнослужащего, заместителя начальника училища, бывшего штабс-капитана РИА Курнакова Дмитрия Арсеньевича и учительницы иностранных языков Курнаковой Виктории Ивановны. В 1941 году окончил школу и оставлен учителем. Призван в армию в мае 1944 Северо-Казахстанским ОБВК. С марта 1945 года на фронте. Командир орудия 2-й батареи 1-го дивизиона 1903 легко-артиллерийского полка 185-й легко-артиллерийской бригады 30-й Венской дивизии прорыва резерва ВГК. Ефрейтор, командир орудия. Войну закончил в Праге.
После демобилизации в 1946 году поступил в Саратовский автодорожный институт, который окончил в 1951 г. По распределению попал в г. Ульяновск.
- 1951—1952 гг. — мастер цеха на заводе малолитражных двигателей,
- 1952—1954 гг. — секретарь парткома заводе малолитражных двигателей,
- 1954—1958 гг. — секретарь, первый секретарь Сталинского райкома КПСС г. Ульяновска,
- 1958—1961 гг. — секретарь парткома Ульяновского автомобильного завода,
- 1961—1965 гг. — председатель Ульяновского горисполкома,
- 1965—1966 гг. — первый секретарь Ульяновского горкома КПСС,
- 1966—1979 гг. — директор Ульяновского моторного завода,
- 1979—1985 гг. — заведующий отделом цен Ульяновского облисполкома.

Неоднократно избирался депутатом районного, городского, областного Советов народных депутатов. Персональный пенсионер регионального значения.
После выхода на пенсию занимался общественной работой: с 1988 по 2009 возглавлял Ульяновский областной совет ветеранов войны и труда; член Всероссийской общественной организации ветеранов войны и труда, Вооружённых Сил и правоохранительных органов, являлся советником губернатора Ульяновской области по делам ветеранов.

### Награды
Награждён орденом Красной Звезды, Отечественной войны второй степени, двумя орденами Трудового Красного Знамени, 15-ю медалями, Почетным знаком Ульяновской области «За веру и добродетель».
Занесен в Золотую книгу Почёта Ульяновской области в 1997 году.

### Память
Именем Г.Д.Курнакова названа школа № 58 г. Ульяновска, расположенная в Железнодорожном районе. 11 декабря 2015 в школе состоялось торжественное мероприятие, посвящённое Георгию Дмитриевичу Курнакову. 13.01.2025 указанная школа ликвидирована.